# Gérard Mauger
Pour les articles homonymes, voir Mauger.
Gérard Mauger est un sociologue français né le 7 septembre 1943, directeur de recherches émérite du CNRS (Centre national de la recherche scientifique). Ses recherches portent sur les jeunes des classes populaires, la déviance, les âges de la vie et les générations ainsi que sur les pratiques culturelles,,,.

## Publications
- Les bandes, le milieu et la bohème populaire. Étude de sociologie de la déviance des jeunes des classes populaires (1975-2005), Paris, Belin, 2006, 252 p.  (ISBN 2-7011-4473-6)[6].
- Sociologie de la délinquance juvénile, Paris, La Découverte, 2009 122 p.  (ISBN 978-2-7071-4971-8)[7].
- Repères pour résister à l'idéologie dominante, Bellecombe-en-Bauges, Éditions du Croquant, 2013 238 p.  (ISBN 978-2-36512023-4)[8].
- Avec Bourdieu. Un parcours sociologique, Paris, Presses Universitaires de France - PUF, 2023, 331 p.  (ISBN 978-2-13-084305-4)[9].
- Les classes sociales en France, Paris, La Découverte, 2024, 128 p.  (ISBN 2707194476)